# Sexuació
La sexuació és el conjunt de fases biològiques i psicològiques que contribuïxen en la caracterització de la sexualitat dels individus d'una espècie, tant la seva sexe genètic, biològic i fisiològic, com el seu sexe psicològic o identitat sexual i la seva "sexe objecte" o orientació sexual.
Per tant, existeixen tres tipus o components de la sexuació:
- Sexuació física: engloba el sexe genètic, biològic i fisiològic.

- Sexuació psicològica o del cervell: engloba la identitat sexual i l'assimilació dels rols sexuals.

- Sexuació objecte: engloba l'orientació sexual i l'execució dels caràcters relacionats amb la libido: actuació-repressió.

Clàssicament, en el nostre concepte sobre el sexe genèric la majoria de la societat fa una classificació dicotòmica únicament entre homes i dones, però hem de recordar que a més existeixen altres casos molt diversos, per exemple la intersexualitat, la transexualitat i la feminitat/masculinitat externa que difereix del propi "sexe genèric" de les persones.
Llavors, ja que la diversitat sexual és un fenomen molt complex, alguns teòrics suggereixen que possiblement existeix un continu en la diversitat de la sexuació física encara que, això sí, lògicament està polaritzada cap als gèneres dicotòmics, que són majoritaris.
A més, aquesta sexuació física pot ser, en principi, diferent de la sexuació psicològica i de l'orientació sexual; per tant en psicologia existeix certa necessitat de poder comparar entre si dits caràcters, per a així entendre'ls millor.
Poden sorgir dubtes com: Podem mesurar els diferents gradients de sexe físic, sexe identitat i sexe objecte?

## Hipòtesi inicial
La hipòtesi de partida a sexuació resideix en dos conjunts, el conjunt físic-fisiològic i el conjunt
cerebral-psicològic.
En el primer grup podrem identificar la «sexuació física», mentre que en el conjunt cerebral trobarem dos sexuacions addicionals, la «sexuació de la identitat» (subjecte sexual) i la «sexuació dels objectius» (objecte sexual).
Així mateix, partirem de la hipòtesi que la sexuació dels dos conjunts (el físic i el cerebral) depèn exclusivament de les hormones, tant durant la gestació com durant el desenvolupament fisiològic pre-pubertat, pubertat i *post-pubertat.

## Sexuació física o físic-fisiològica

### Desenvolupament masculí en la gestació segons els andrògens
Durant el desenvolupament dels mamífers, al principi les gònades poden transformar-se tant en ovaris com en testicles. En l'ésser humà, a partir de la 4a setmana ja es poden trobar unes gònades rudimentàries en la mesoderma intermedi prop dels ronyons en desenvolupament. Cap a la 6a setmana, es desenvolupen els cordons sexuals epitelials en els testicles en formació i incorporen les cèl·lules germinals mentre es desplacen cap a les gònades. En els barons, certs gens del cromosoma I, especialment el gen SRY, controlen el desenvolupament del fenotip masculí, incloent la conversió de la gònada bipotencial primitiva en *testicles. En els barons, els cordons sexuals envaïxen per complet les gònades en desenvolupament.
A partir de la 8a setmana de desenvolupament fetal humà, apareixen les cèl·lules de Leydig en les gònades diferenciades masculines. Les cèl·lules epitelials derivades de la mesoderma de les cordes sexuals dels testicles en desenvolupament es transformen en cèl·lules de Sertoli la funció de les quals serà facilitar la formació d'esperma. Entre els túbuls existeix una població menor de cèl·lules no epitelials, les cèl·lules de Leydig encarregades de la producció d'andrògens. Les cèl·lules de Leydig es poden considerar les productores d'andrògens, que funcionen a manera de hormonas paracrines i són necessàries perquè les cèl·lules de Sertoli puguin facilitar la producció d'esperma. Al cap de poc de diferenciar-se, les cèl·lules de Leydig comencen a produir andrògens, necessaris per a la masculinització del fetus baró en desenvolupament (inclosa la formació del penis i de l'escrot). Per influència dels andrògens, certes restes del mesonefres, els conductes mesofrènics, evolucionen en epidídims, conducte deferent i vesícul·les seminals. Aquesta acció dels andrògens rep el suport d'una hormona de les cèl·lules de Sertoli, l'HAM, la qual evita que els conductes embrionàries de Müller/ es transformin en trompes de Fal·lopi o altre teixit de l'aparell reproductor femení en els embrions masculins. Les HAM i els andrògens col·laboren per a permetre el moviment normal dels testicles cap a l'escrot.
Abans de la producció de l'hormona pituïtària HL que comença en l'embrió a partir de les setmanes 11-12, la gonadotrofina coriònica humana (*GCh) potencia la diferenciació de les cèl·lules de Leydig i la seua producció d'andrògens. L'acció dels andrògens en els teixits diana sol suposar la conversió de testosterona en dihidrotestosterona 5α (DHT).

### Desenvolupament femení en la gestació segons les hormones ovàriques
Les hormones ovàrics són els estrògens i la progesterona. Com funció conjunta, són les responsables del desenvolupament dels caràcters secundaris que marquen algunes diferències entre l'home i la dona, com la contextura física, to de la veu, distribució del borrissol i el greix corporal, etc.
Són compostos policíclics derivats del colesterol. Aquestes hormones circulen per la sang unides gairebé per complet a diverses proteïnes plasmàtiques.
Específicament, l'estrogen influïx en el desenvolupament dels caràcters i en la maduració dels òrgans femenins. L'estradiol és l'estrogen més important, encarregat del desenvolupament dels canvis observats en el cos de la dona en la pubertat i l'edat adulta, com el desenvolupament dels cridats òrgans diana del sistema reproductor: mames, i úter. També de l'eixamplament de la pelvis, creixement i distribució del borrissol corporal i la iniciació del cicle menstrual.
Per la seva banda, la progesterona influïx en el desenvolupament de les glàndules mamàries i prepara l'úter per a la implantació de l'òvul. Augmenta els seus nivells a partir del dia 14 del cicle menstrual i induïx en l'úter canvis imprescindibles per a la implantació de l'òvul que ha estat fecundat. També intervé durant l'embaràs en la preparació de les mames per a la lactància.

## Desenvolupament en la pubertat
L'hormona dominant en el desenvolupament femení és l'estradiol, un estrogen. Mentre l'estradiol promou el creixement de mames i de l'úter, és també la principal hormona conductora del creixement puberal i de la maduració epifisial i tancament. Els nivells d'estradiol pugen més primerenc o queden més temps levels en dones que en homes.

### En la dona
Els canvis físics en xiques són:
- Creixement de borrissol púbic.
- Canvis en la vagina, l'úter, i els ovaris.
- Inici de la menstruació i fertilitat.
- Canvi en la forma pelviana, redistribució de la grassa i composició corporal.
- Creixement de borrissol corporal.
- Augment d'alçària.
- Olor corporal, canvis en la pell i acne.

### En l'home
- Desenvolupament de la musculatura.
- Creixement dels testicles.
- Borrissol púbic en els nens.
- Ereccions involuntàries del penis.
- Borrissol corporal i facial.
- Emissió nocturna.
- Creixement del penis.
- Engrossiment de la veu.
- Olor corporal.
- Creixement en alçària.

## Sexuació del cervell
Com s'ha dit en moltes ocasions, el cervell és considerat l'òrgan sexual més important del ser humà, i probablement també en molts altres mamífers. Per tant, és necessari plantejar-se de quina manera el cervell adquireix unes característiques sexuals i, per tant, de quina manera es produïxen les diferències entre els cervells d'un mateix sexe, de diferent sexe, en una mateixa identitat sexual o en diferent i en una mateixa orientació sexual o entre diferents.

### El paper de les hormones sexuals en la sexuació del cervell
Diverses investigacions realitzades entre els anys setanta i vuitanta per un grup dirigit pel dr. Günter Dörner, els va permetre arribar a un conjunt de conclusions sobre l'organització sexual del cervell en mamífers de laboratori i en l'espècie humana¹.
- En el cervell hi ha regions diferents responsables per al comportament sexual masculí o femení

- Alteracions en els nivells d'hormones sexuals específiques de sexe produïdes en períodes crítics del desenvolupament donen lloc a canvis estructurals i/o bioquímics permanents. Tals canvis són associats amb variacions a llarg termini en el comportament i orientació sexual. Així, el desenvolupament de la bi- o l'homosexualitat pot ser produït per una deficiència d'andrògens en els mascles i un excés d'andrògens en les femelles durant el període d'organització sexual del cervell.

- Els efectes de les hormones sexuals sobre el desenvolupament del cervell estan mediatitzats, almenys en part, pels neurotransmissors/. Tales *neurotransmissors són organitzadors del cervell dependents tant dels gens com de l'ambient.

- En qualsevol cas, els efectes dels gens, les hormones sexuals i l'ambient psicosocial sobre la diferenciació, maduració i funció sexual del cervell no poden considerar-se com a alternatives, sinó més aviat com factors complementaris.

- Els períodes crítics de diferenciació específica de sexe corresponents als cridats centres sexuals, centres d'aparellament i centres de rol de gènere del cervell no són completament coincidents, però sí solapants. Les hormones sexuals són responsables, almenys parcialment, de l'organització de la secreció de gonadotropines específiques de sexe, de l'orientació sexual i del rol de gènere:

- Els centres de sexe, que controlen la secreció de gonadotropines de tipus femení o masculí, són organitzats exclusivament per estrògens que deriven principalment d'andrògens sintetitzats en el propi cervell.

- Els centres de aparellament, que controlen l'orientació sexual, són organitzats per l'acció conjunta de estrògens i andrògens que poden o no ser convertits a estrògens.

- Els centres de rol de gènere, que controlen el comportament sexual femení o masculí, estan organitzats exclusivament per andrògens.

- La diferenciació sexual del cervell no depèn només dels nivells d'hormones sexuals presents, sinó també de la proporció que es troben. Això explica les possibles combinacions que poden donar-se de presència o absència de secrecions de gonadotropines, orientació sexual i comportament sexual.

- L'etapa final en el procés de diferenciació sexual del ser humà consisteix a adquirir la identitat de gènere; és a dir, tenir l'autoconcepte de ser baró o femella. Aquest autoconcepte depèn, d'una banda, de la diferenciació somàtica i psíquica controlada per hormones sexuals durant el període prenatal, i, d'altra banda, de les influències psicosòcials postnatals.

A pesar d'aquestes conclusions, és necessari comentar que alguns autors rebutgen com concloents aquestes investigacions sobre el possible paper de les hormones sexuals en la sexualització del cervell.

### Dimorfisme sexual en l'organització del cervell
En general, les investigacions encaminades a desvelar els possibles orígens biològics de l'orientació sexual s'agrupen en dues grans grups, les centrades en el possible origen genètic i les centrades en l'origen neuroanatòmic.
El primer descobriment rellevant que donava suport la teoria del dimorfisme cerebral entre mascles i femelles va ser portat a terme en 1978 per Roger A. Gorski i el seu grup de col·laboradors. En aqueixa investigació es va arribar a la conclusió que existia un grup de cèl·lules situades en la regió preòptica de l'hipotàlem del cervell de rates mascle i que formava un conjunt d'una grandària molta major (fins a 7 vegades) que en el cervell de rates femella. A aquest grup de cèl·lules de l'àrea preòptica que mostrava dimorfisme sexual ho van denominar nucli amb dimorfisme sexual de l'àrea preòptica (SDN-POA). És important indicar, a més, que des de feia temps es venia relacionant l'àrea preòptica del cervell amb el comportament sexual. Posteriorment es va comprovar que la diferència de grandàries del SDN-POA es devia a la diferent exposició als andrògens en les primeres etapes del desenvolupament. Més tard es va demostrar que a més del SDN-POA, hi ha altres nuclis en l'hipotàlem de diverses espècies de rosegadors que mostren dimorfisme sexual.
Quant al desenvolupament en la gestació, les neurones que formen els nuclis tenen gran quantitat de receptors d'hormones sexuals, tant andrògens com estrògens. I encara que el nombre inicial de neurones en l'àrea preòptica medial és similar en les femelles, la secreció de *testosterona pels testicles/ de fetus mascle poc abans del part estabilitza la població neuronal del nucli, mentre que l'absència de *testosterona en els fetus femella produeix la mort de moltes neurones amb la corresponent disminució de grandària en el cervell dels mascles. No obstant això cal destacar que les neurones de la regió preòptica són sensibles als andrògens únicament en els dies anteriors i posteriors al naixement.
A partir dels anteriors descobriments es va tractar de comprovar si en l'espècie humana també havia nuclis hipotalàmics amb dimorfisme sexual. D'aquesta manera es van estudiar els nuclis intersticials de l'hipotàlem anterior (és a dir, INAH-1, INAH-2, INAH-3, INAH-4) en cervells de baró i de dona, obtenint-se com resulte que el tercer nucli *intersticial de l'hipotàlem anterior (INAH-3) és el qual mostra un dimorfisme més clar (¹Juan Ramón Lacadena, 1998)

### Sexuació de la identitat
Així mateix, la identitat sexual seria tal vegada el producte més important de la sexualització
del cervell, però no l'únic. La identitat masculina o femenina residiria, possiblement, en la presència majoritària de caràcters sexuals en el cervell, d'un tipus o d'un altre; o en tot cas d'algun caràcter sexual especialment.
D'altra banda cap destacar que no tots els cervells femenins són iguals, ni tots els masculins, però no obstant això podem fer un terme mitjà dels diferents caràcters per a construir un "cervell estàndard masculí" i "un cervell estàndard femení", o fins i tot, podem identificar aquells trets més significatius d'aquests "cervells estàndards" i suposar que el "cervell totalment masculí" serà aquell (ideal) que té en valors màxims tots els trets diferenciadors identificats en "el cervell estàndard masculí", i de la mateixa manera podem construir un "cervell totalment femení" que serà diferent del "cervell estàndard femení", ja que aquest és un terme mitjà, i el "totalment femení" és "un extrem suposat". Tots aqueixos casos suposen construccions abstractes irreals, però que tracten d'amidar "la masculinitat" o "la femitat" del cervell de cada persona.
Probablement puguem traçar distribucions gaussianes per a cadascuna de les propietats diferenciadores dels cervells reals masculí i femení, marcant en l'eix X una propietat quantificada, i en l'eix Y el percentatge de persones.
En conclusió, la identitat podria ser, bé determinada per una de les característiques parcials dels cervells, o bé un terme mitjà de diverses característiques.

## Sexuació dels objectius d'aparellament
Altre producte de la sexuació del cervell és la construcció dels Objectes Sexuals Ideals, és a dir, la formació dels objectius marcats de l'atracció sexual.
Algunes de les propietats teòricament diferenciadores dels cervells masculí i femení poden estar relacionades amb "la construcció de l'objecte sexual". Així mateix, de la mateixa manera que els cervells masculins es difereixen entre si, encara que se semblen en al terme mitjà "estàndard", aqueixes mateixes diferències són les quals faran que uns homes tinguen més capacitat per a aprendre llengües o d'interrelacionar-se (caràcters femenins), mentre que uns altres tindran més capacitat per a l'orientació espacial i l'abstracció (caràcters masculins). Igualment, aqueixes diferències poden traslladar-se en l'orientació sexual: un home atret per altres homes, dones o ambdós en diferents proporcions (caràcters masculins/femenins).
Per tant, l'orientació sexual seria una característica més, entre les tan diverses com l'abstracció matemàtica o espacial i la capacitat d'interrelacionar lingüísticament o socialment. Clar que amb la diferència que aquesta característica cerebral té una transcendència social molt marcada, ja que projecta relacions amb les altres persones de tal manera que els comportaments que tenen lloc poden estar acceptats o no pels altres, per un desconeixement de les realitats associat que els individus prenen com referència el seu propi cervell i l'autodefineixen inconscientment com "normal".
Segons un grup d'investigadors suecs dirigit per Dr. Qazi Rahman, expert en biologia cognitiva de la Universitat de Londres, una de les diferències descobertes entre els cervells de persones amb diferent orientació sexual té a veure amb les connexions en l'amígdala. Els homes heterosexuals i les dones homosexuals tenen més connexions nervioses en la part dreta de l'amígdala mentre que les dones heterosexuals i els homes homosexuals, tenen més connexions en la part esquerra, la qual cosa és fonamental per a orientar al cervell quan aquest rep estímuls de l'exterior, com per exemple l'orientació cap a una parella en potència.
Aquest resultat no ha de sorprendre a ningú, ja que és obvi que les dones heterosexuals i les homes homosexuals senten una atracció sexual per homes, i viceversa, pel que necessàriament havia d'haver algun component en el cervell que així ho generara.

## Mesurament dels graus de sexuació
Amidar la sexualitat és tant o més complicat com amidar la intel·ligència o qualsevol altre conjunt d'aptituds o capacitats psicobiològiques. Existeixen intents molt significatius d'amidar l'orientació sexual com l'empleat per Kinsey, però encara no s'ha estudiat detalladament com amidar la identitat sexual, per exemple en intersexualés, o com amidar el grau de feminat/masculinitat del nostre cervell, en comparació d'un cervell estàndard d'un sexe o altre.
No obstant això, podem escollir algunes aptituds associades a un "cervell estàndard" d'un determinat sexe, per exemple la capacitat d'orientar-se, la de comunicar-se, etc. i amidar-les separadament amb un barem senzill i normalitzat, de tal manera que posteriorment es poguera validar la representativitat entre si de diferents variables, per a així aproximar-se a una primera estimació d'aquests valors de sexuació.